# 屋根裏の殺人鬼フリッツ・ホンカ
『屋根裏の殺人鬼フリッツ・ホンカ』（やねうらのさつじんきフリッツホンカ、Der Goldene Handschuh）は2019年のドイツ・フランスの伝記犯罪映画。
監督はファティ・アキン、出演はヨナス・ダスラー、マルガレーテ・ティーゼル、ウーヴェ・ローデなど。
ドイツ・ハンブルクで1970年代に実際に起きた連続殺人事件をもとにしたハインツ・シュトロンクの小説『Der goldene Handschuh』を原作とし、5年間で4人の娼婦を殺害した連続殺人犯フリッツ・ホンカの日常を淡々と描いたサスペンスホラーである。

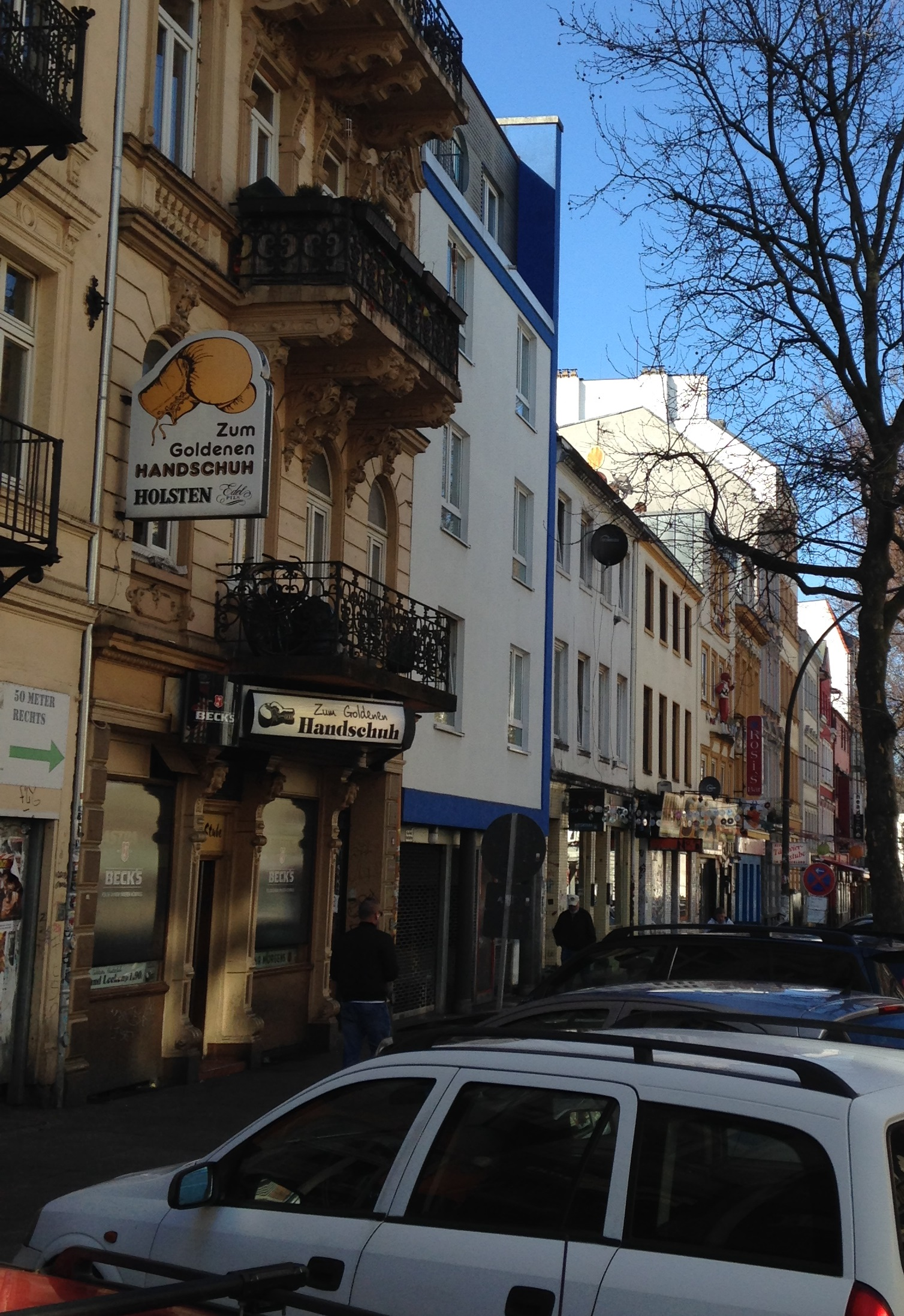
本作のタイトル（原題）にもなったバー「Goldenen Handschuh（英：Golden Glove）」の入口

原題の「Der Goldene Handschuh（英訳：The Golden Glove）」はホンカが娼婦を物色していたバーの名前「Zum Goldenen Handschuh（英訳：To The Golden Glove）」から来ており、その店はハンブルクに実在する。なお、この店は入り口に「ホンカの部屋」と書かれた看板をかけているが、実際にはホンカの部屋ではない。
1973年生まれのファティ・アキン監督はハンブルク出身で、子供の頃にいたずらをすると「気をつけないと、ホンカがやってくるぞ!」と言われていたほど、ホンカは当時のドイツで人々に強烈な印象を残したシリアルキラーだった。
2019年2月に開催された第69回ベルリン国際映画祭のコンペティション部門に出品されている。

## ストーリー

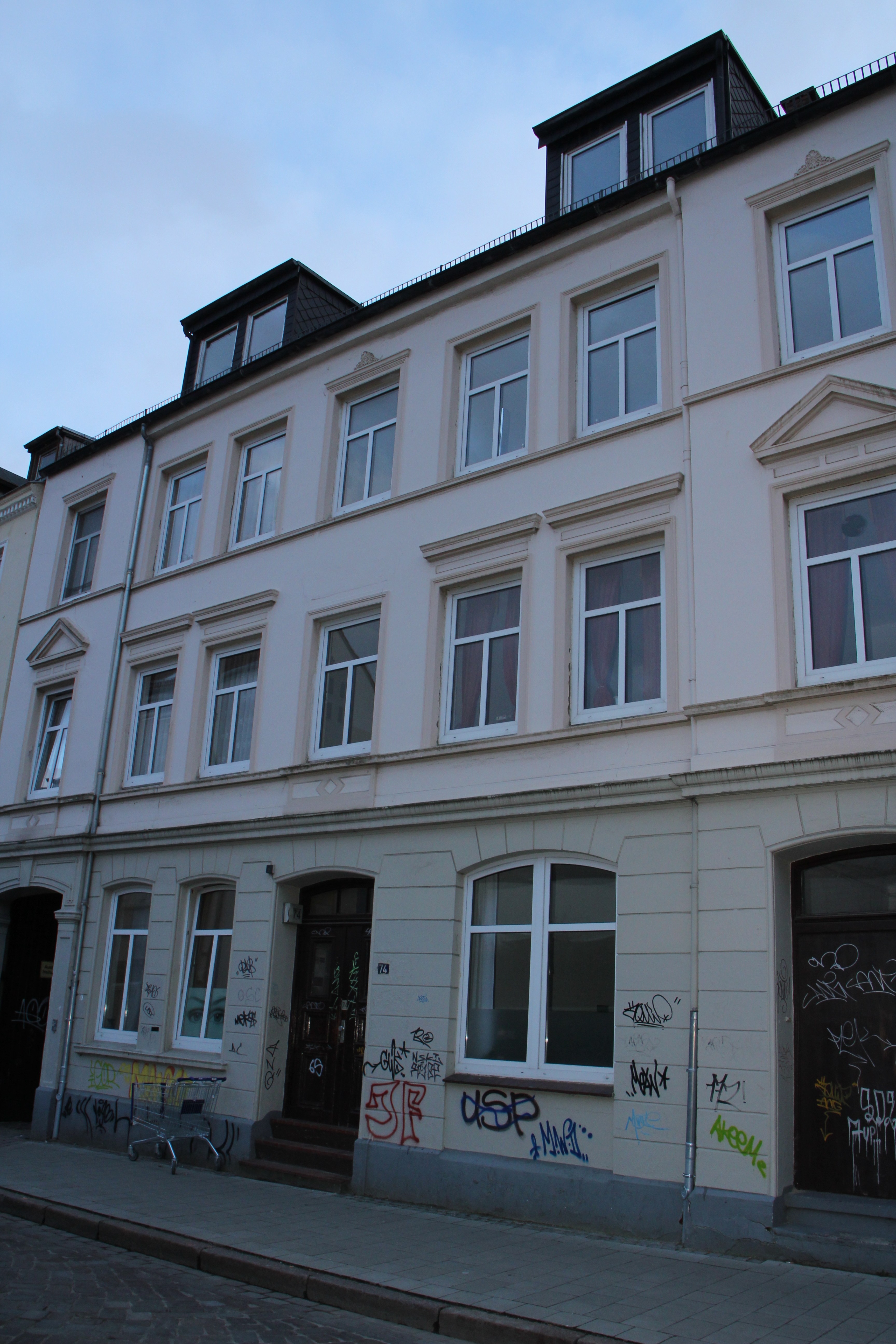
ホンカが住んでいたアパート

## キャスト
- フリッツ・ホンカ（ドイツ語版）: ヨナス・ダスラー（ドイツ語版）
- ゲルダ・フォス: マルガレーテ・ティーゼル（ドイツ語版） - フリッツと同居することになった老娼婦。
- ヘルガ・デニングセン: カーチャ・シュトゥット（ドイツ語版） - フリッツが警備員をしているビルの掃除係。
- フリーダ: マルティナ・アイトナー＝アチェンポン（ドイツ語版） - 老娼婦。3番目の被害者。
- ジン・マックス: ハーク・ボーム（ドイツ語版） - バーの常連客。ジンばかり呑んでいる。
- アヌス: ジーモン・ゲーツ（ドイツ語版） - バーの店員。
- ルート: ジェシカ・コスマラ（ドイツ語版） - ホームレスの女。4番目の被害者。
- アンナ: バーバラ・クラベ（ドイツ語版） - バーに入り浸っている老娼婦。2番目の被害者。
- ヘルタ:  ヘルマ・クーン（ドイツ語版） - バーに入り浸っている老娼婦。路上で酔い潰れる。
- エーリヒ・デニングセン: マックス・ホップ（ドイツ語版） - ヘルガの夫。失業中の呑んだくれ。
- インゲ: ティラ・クラトチウィル（ドイツ語版） - バーに入り浸っている老娼婦。フリッツの部屋から逃れる。
- ヘルベルト・ニュルンベルク（ドイツ語版）: ウーヴェ・ローデ - バーの店主。
- ジギ: マルク・ホーゼマン（ドイツ語版） - フリッツの弟。
- デカ鼻エルニ: ラーズ・ナーゲル - バーの常連客。
- 兵隊ノルベルト: ダーク・ベーリング（ドイツ語版） - バーの常連客。
- ギゼラ: ヴィクトリア・トラウトマンスドルフ（ドイツ語版） - 救世軍の女性。
- レフテリ: アダム・ボウスドウコス - フリッツの階下の住人。ギリシャ人。
- ヴィリ: トリスタン・ゲーベル（ドイツ語版） - 男子高校生。
- ペトラ: グレタ・ゾフィー・シュミット（ドイツ語版） - 女子高生。フリッツが一目惚れした美少女。
- ヴォルター氏: ユルゲン・ウーター（ドイツ語版） - 警備員になったフリッツの上司。

## 製作
撮影は2018年7月2日から8月18日までハンブルクで行われた。

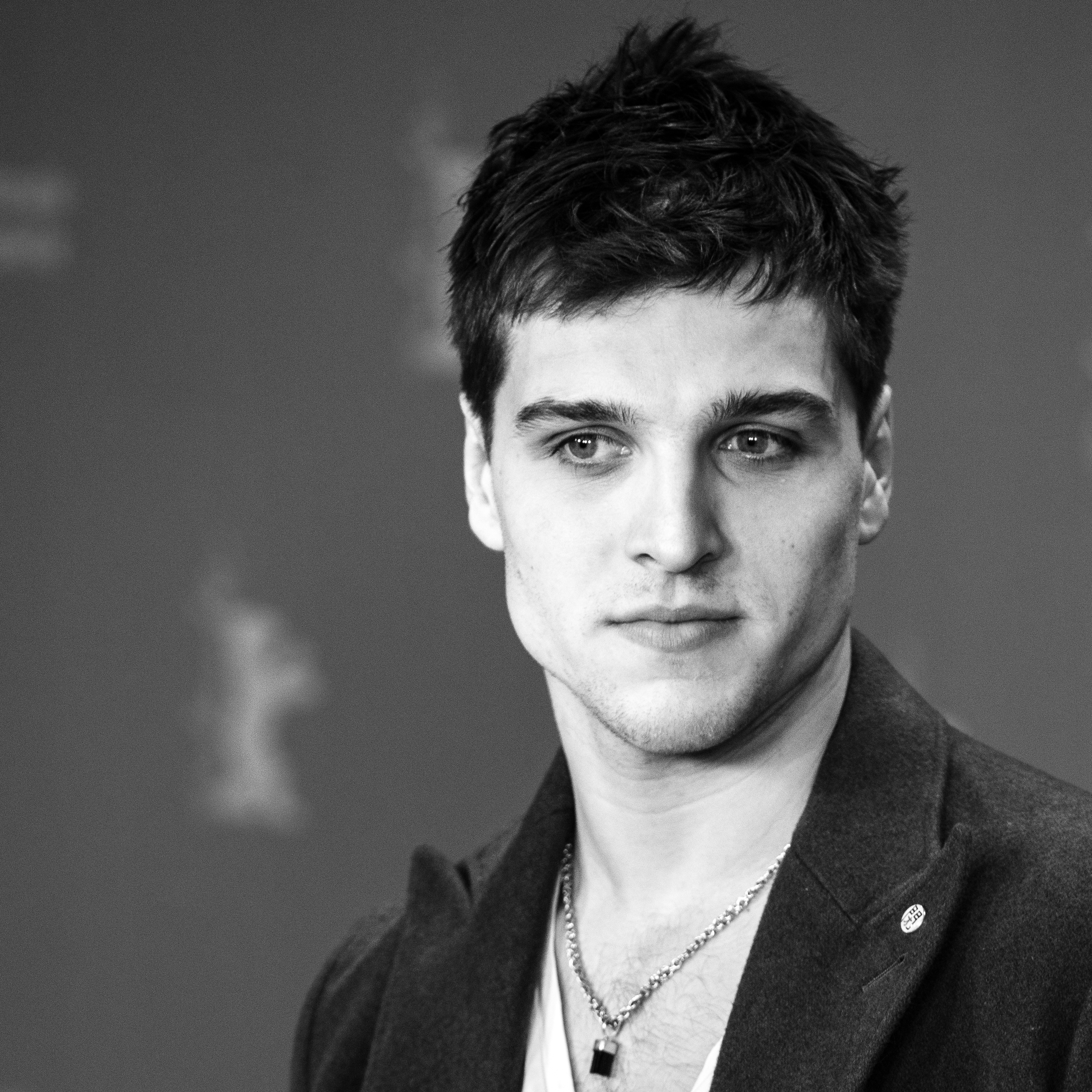
ホンカ役のヨナス・ダスラー

ホンカ役のヨナス・ダスラー（1996年生）は当時のホンカ（1935年生）より10歳以上も若く、特殊メイクにより、ホンカの曲がった鼻、 特徴的な斜視、髪の生え際まで再現している。

## 作品の評価
Rotten Tomatoesによれば、批評家の一致した見解は「過度に残酷な『屋根裏の殺人鬼フリッツ・ホンカ』は、連続殺人犯の堕落した精神とむかつくような残虐性に迫る、よく練られているが酷く不快な作品になっている。」であり、35件の評論のうち高評価は54%にあたる19件で、平均点は10点満点中5.6点となっている。
Metacriticによれば、15件の評論のうち、高評価は3件、賛否混在は5件、低評価は7件で、平均点は100点満点中38点となっている。